# Michael Ausserwinkler
Michael Ausserwinkler (ur. 15 stycznia 1957 w Klagenfurcie) – austriacki lekarz, polityk i samorządowiec, w latach 1992–1994 minister w rządzie federalnym.

## Życiorys
Syn Hansa Ausserwinklera, burmistrza Klagenfurtu. W 1975 zdał egzamin maturalny w rodzinnej miejscowości, a w 1981 ukończył medycynę na Uniwersytecie w Grazu. W 1990 uzyskał specjalizacje w zakresie chorób wewnętrznych, kształcił się również w zakresie reumatologii. Pracował w szpitalu okręgowym w Grazu, na początku lat 80. został wykładowcą w ośrodku szkolącym w zawodach pielęgniarskich. Był również doradcą do spraw szkoleń w różnych instytucjach.
Zaangażował się w działalność polityczną w ramach SPÖ. W 1990 został przewodniczącym frakcji radnych partii w Klagenfurcie, a w 1991 zastępcą burmistrza odpowiedzialnym za sprawy zdrowia. Od kwietnia 1992 do marca 1994 sprawował urząd ministra zdrowia, sportu i konsumentów w rządzie, którym kierował Franz Vranitzky. W latach 1994–1999 był przewodniczącym socjaldemokratów w Karyntii oraz zastępcą starosty krajowego Christofa Zernatto. Później wycofał się z działalności politycznej, powracając do praktyki lekarskiej. W 2001 został kierownikiem oddziału instytutu reumatologii i balneologii w Althofen.